# Man Vs. Machine
Man VS Machine è il quarto album pubblicato dal rapper statunitense Xzibit, pubblicato il 1º ottobre 2002.

## Tracce
1. Release Date
2. Symphony In X Major (feat. Dr. Dre)
3. Multiply (feat. Nate Dogg)
4. Break Yourself
5. Hearts of Men
6. Harder (feat. Ras Kass & The Golden State Project)
7. Paul
8. Choke Me, Spank Me (Pull My Hair)
9. Losin' Your Mind (feat. Snoop Dogg)
10. BK to La (feat. M.O.P.)
11. Say My Name (feat. Nate Dogg & Eminem)
12. The Gambler (feat. Anthony Hamilton)
13. Missin' U
14. Right On
15. Bitch Ass Niggaz (Interlude) (feat. Eddie Griffin)
16. Enemies